# Golompwi
Golompwi (ou Golompoui, Golonpoui) est une localité du Cameroun située dans le département du Mayo-Danay et la Région de l'Extrême-Nord, en pays toupouri, à proximité de la frontière avec le Tchad. Elle fait partie de la commune de Datcheka et du diocèse de Yagoua.

## Population
En 1967, la localité comptait 1 564 habitants, principalement des Toupouri. À cette date elle était dotée d'uné école et d'une mission catholiques, d'un poste agricole principal. Le marché hebdomadaire s'y tenait le dimanche.
Lors du recensement de 2005, on y a dénombré 3 051 personnes.

## Personnalités
Mgr Samuel Kleda, archevêque de Douala, est né à Golompwi en 1959.